# Liste des résolutions du Conseil de sécurité des Nations unies adoptées en 1980
Les résolutions du Conseil de sécurité des Nations unies sont les décisions qui sont votées par le Conseil de sécurité des Nations unies.
Une telle résolution est acceptée si au moins neuf des quinze membres (depuis le 17 décembre 1963, 11 membres avant cette date) votent en sa faveur et si aucun des membres permanents qui sont la Chine, les États-Unis, la France, le Royaume-Uni et l'Union soviétique (la Russie depuis 1991) n'émet de vote contre (qui est désigné couramment comme un veto).

## Résolutions 462 à 484
- Résolution 462 : paix et sécurité internationale (adoptée le 9 janvier 1980).
- Résolution 463 : Rhodésie du Sud (adoptée le 2 février 1980).
- Résolution 464 : nouveau membre : Saint-Vincent-et-les-Grenadines (adoptée le 19 février 1980 lors de la 2198 séance).
- Résolution 465 : territoires occupés par Israël (adoptée le 1er mars 1980).
- Résolution 466 : Afrique du Sud-Zambie (adoptée le 11 avril 1980).
- Résolution 467 : Israël-Liban (adoptée le 24 avril 1980).
- Résolution 468 : territoires occupés par Israël (adoptée le 8 mai 1980).
- Résolution 469 : territoires occupés par Israël (adoptée le 20 mai 1980).
- Résolution 470 : Israël-République arabe syrienne (adoptée le 30 mai 1980).
- Résolution 471 : territoires occupés par Israël (adoptée le 5 juin 1980).
- Résolution 472 : Chypre (adoptée le 13 juin 1980).
- Résolution 473 : Afrique du Sud (adoptée le 13 juin 1980).
- Résolution 474 : Israël-Liban (adoptée le 17 juin 1980).
- Résolution 475 : Angola-Afrique du Sud (adoptée le 27 juin 1980).
- Résolution 476 : territoires occupés par Israël (adoptée le 30 juin 1980).
- Résolution 477 : nouveau membre : Zimbabwe (adoptée le 30 juillet 1980).
- Résolution 478 : sur le conflit israélo-palestinien, les territoires occupés et le statut de Jérusalem (adoptée le 20 août 1980).
- Résolution 479 : Irak-République islamique d'Iran (adoptée le 28 septembre 1980).
- Résolution 480 : Cour internationale de justice (adoptée le 12 novembre 1980).
- Résolution 481 : Israël-République arabe syrienne (adoptée le 26 novembre 1980).
- Résolution 482 : Chypre (adoptée le 11 décembre 1980).
- Résolution 483 : Israël-Liban (adoptée le 17 décembre 1980).
- Résolution 484 : territoires occupés par Israël (adoptée le 19 décembre 1980).